# 山西锦纶
山西锦纶集团有限责任公司前身是山西锦纶厂，位于山西省榆次市锦纶路，始建于1970年，系中国首批建设的锦纶专业化生产企业之一，曾是国家大型二类企业。

## 主要产品

### 常规纤维
- 锦纶6复丝
- 有捻长丝
- 鱼网丝
- 帘子布
- 军工丝
- 定型丝
- 高速纺预取向丝(POY)、全牵伸丝(FDY)
- 长丝锦纶短纤
- 弹力丝
- 锦纶股线
- 短丝

### 特种纤维
- 三叶异形丝
- 有色丝（绿色工程）
- 粗旦少孔丝
- 高捻丝
- 阻燃丝

## 大事记
- 1970年6月16日，山西省轻工局请示山西省革命委员会，成立卡普纶（锦纶）抽丝厂筹建机构。随后，山西省革委会呈报国家轻工业部，经国务院业务组会议研究同意，批复开始筹建山西锦纶厂。
- 1970年7月7日，由卫东纺织配件厂、晋华纺织厂、太原毛纺厂、山西纺织厂等单位借调工作人员成立了筹备小组，开始筹建工作。
- 1971年4月28日，山西省革委会批准选址榆次县城东北猫儿岭。
- 1974年11月1日，试产。
- 1979年5月1日，投产。
- 1997年12月29日，改组为“山西锦纶集团有限责任公司”。
- 2002年11月23日，停产。
- 2009年12月31日正式宣布破产。

## 名人
- 原阳泉市市委书记靳广杰，曾在该厂任党委副书记。
- 著名作家柯云路，曾于1972年在该厂任技术工人。

```
 基础建设王忠同志，曾经获得劳模称号。
```